# Malleco (tỉnh)
Malleco là một tỉnh ở vùng Araucanía phía nam Chile. Dân số năm 2005 ước khoảng 223.184 người. Diện tích tỉnh Malleco là 13.433 km². Về mặt hành chính, tỉnh này được chia ra thành 11 đô thị, tỉnh lỵ đóng ở Angol.
Tỉnh Malleco có cầu cạn Malleco và đường hầm Las Raíces, đường hầm dài nhất Chile nối khu vực phía đông của tỉnh Malleco với phần còn lại của tỉnh này.

## Các đô thị
- Angol
- Renaico
- Collipulli
- Lonquimay
- Curacautín
- Ercilla
- Victoria
- Traiguén
- Lumaco
- Purén
- Los Sauces